# گوشت اسب

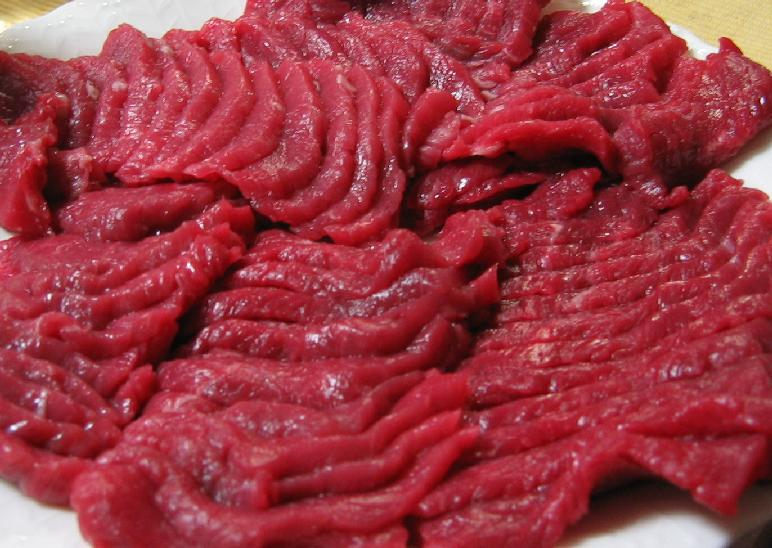
برش‌های گوشت اسب که در کشور ژاپن به نام «باساشی» در آشپزی به کار می‌رود

گوشت اسب فراورده‌ای غذایی است که از اسب به‌دست می‌آید. در چند کشور جهان به ویژه در آسیای میانه گوشت اسب رایج‌ترین گوشت مصرفی مردم است. با این حال، در بسیاری از کشورهای دیگر نیز مانند کشورهای قاره اروپا، آمریکای جنوبی و آسیا این نوع گوشت مصرف می‌شود. در هشت کشوری که بیشترین تولید گوشت اسب را دارند، سالانه حدود چهار میلیون رأس اسب کشتار می‌شود. این گوشت چربی اندک و پروتئین فراوان دارد و به خاطر داشتن گلیکوژن کمی شیرین است.

## تولید جهانی
در سال ۲۰۰۵ میلادی تولید جهانی گوشت اسب بیش از ۷۰۰٬۰۰۰ تن بوده‌است.
| کشور         | تعداد حیوان | تولید گوشت به تن متریک |
| ------------ | ----------- | ---------------------- |
| چین          | ۱٬۷۰۰٬۰۰۰   | ۲۰۴٬۰۰۰                |
| مکزیک        | ۶۲۶٬۰۰۰     | ۷۸٬۸۷۶                 |
| قزاقستان     | ۳۴۰٬۰۰۰     | ۵۵٬۱۰۰                 |
| مغولستان     | ۳۱۰٬۰۰۰     | ۳۸٬۰۰۰                 |
| آرژانتین     | ۲۵۵٬۰۰۰     | ۵۵٬۶۰۰                 |
| ایتالیا      | ۲۱۳٬۰۰۰     | ۴۸٬۰۰۰                 |
| برزیل        | ۱۶۲٬۰۰۰     | ۲۱٬۲۰۰                 |
| قرقیزستان    | ۱۵۰٬۰۰۰     | ۲۵٬۰۰۰                 |
| جمع کل جهانی | ۴٬۷۲۷٬۸۳۰   | ۷۲۰٬۱۶۸                |

## مذهب شیعه
در مذهب شیعه گوشت جانورانی مانند اسب، خر، یابو و قاطر حرام نیست؛ بلکه مکروه است.

## ادبیات فارسی
سعدی در کتاب بوستان داستانی از ذبح اسب به دست حاتم طایی و کباب کردن گوشت آن برای مهمانان خود نقل کرده‌است.
| سماطی بیفکند و اسبی بکشت |  | به دامن شکر دادشان زر به مشت ... |
| من آن بادرفتار دلدل شتاب |  | زبهر شما دوش کردم کباب           |